# Автошлях B2 (Німеччина)
Федеральний автошлях 2 (B2, нім. Bundesstraße 2)  — федеральна дорога у Німеччині, має довжину близько 845 кілометрів і є однією з найстаріших федеральних трас у Німеччині. Він перетинає Німеччину в напрямку північ-південь від німецько-польського кордону в Гарці (Одер) до німецько-австрійського кордону в Міттенвальді. Її історичною попередницею є середньовічна Via Imperii.